# Bergisel
Der Bergisel ist ein 746 m hoher Hügel im Süden des Stadtteils Wilten von Innsbruck (Österreich). Er liegt am Ausgang des von der Sill entwässerten Wipptals ins Inntal.
Der Bergisel ist von der Brennerbahn und der Brennerautobahn untertunnelt. An seinem Fuß befindet sich die Sillschlucht, ein Naherholungsgebiet.

## Etymologie
Der Name des Hügels ist erstmals in seiner mittellateinischen Form „Burgusinum“ greifbar, und zwar in einer Urkunde für das nahegelegene Stift Wilten von 1140, die allerdings erst in der zweiten Hälfte des 13. Jahrhunderts verfertigt wurde. Die Etymologie liegt im Dunkeln. Nach Karl Finsterwalder soll der Name des Hügels (wie auch jener von Burgeis im Vinschgau) auf eine hypothetische indogermanische Sprache zurückgehen, in der burgúsinus so viel wie „erhöhte Stelle“ bedeutet habe. Diether Schürr stellt den Namen zur keltischen Göttin Bergusia. Festzuhalten ist, dass die erste Silbe Berg- etymologisch nicht dem deutschen Wort Berg entspricht. Eine spätere lautliche Angleichung, die auch die gelegentliche Schreibung Berg Isel verursachte, erfolgte durch Volksetymologie.

## Geschichte
Funde zeugen von einer frühen Nutzung als Brandopferplatz und einer Siedlung von der Jungsteinzeit bis in die Eisenzeit.
1809 war der Bergisel viermal Schauplatz der Schlacht am Bergisel unter Oberbefehl des Freiheitskämpfers Andreas Hofer. 1892 wurde zum Gedenken an diese Schlachten das Andreas-Hofer-Denkmal enthüllt. Die Ereignisse der dritten Schlacht am Bergisel am 13. August 1809 sind im Innsbrucker Riesenrundgemälde dargestellt.
Der Legende nach fand hier der Kampf der beiden Riesen Haymon und Thyrsus statt.

## Museen und Gedenkstätten

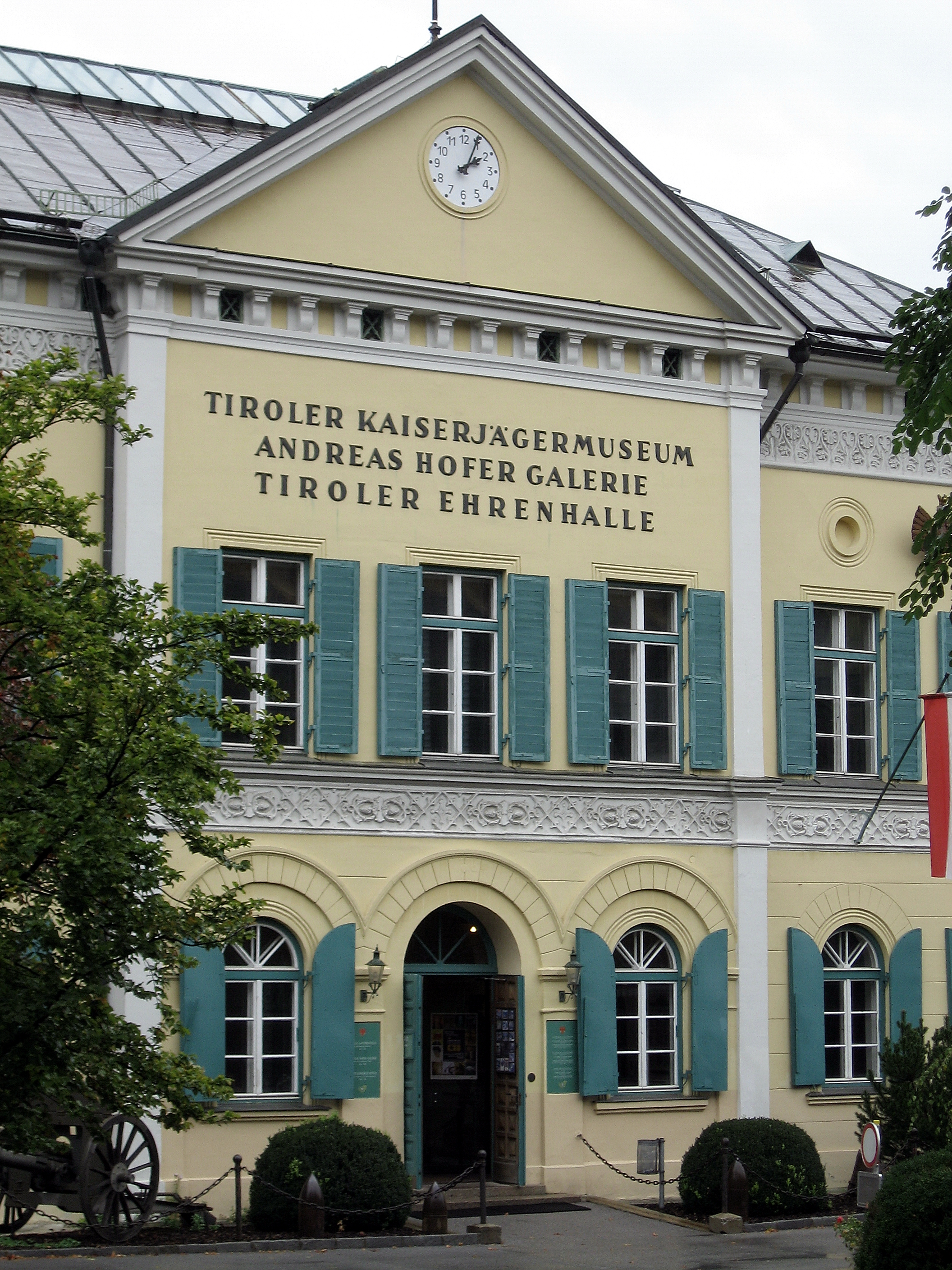
Das Bergisel-Museum

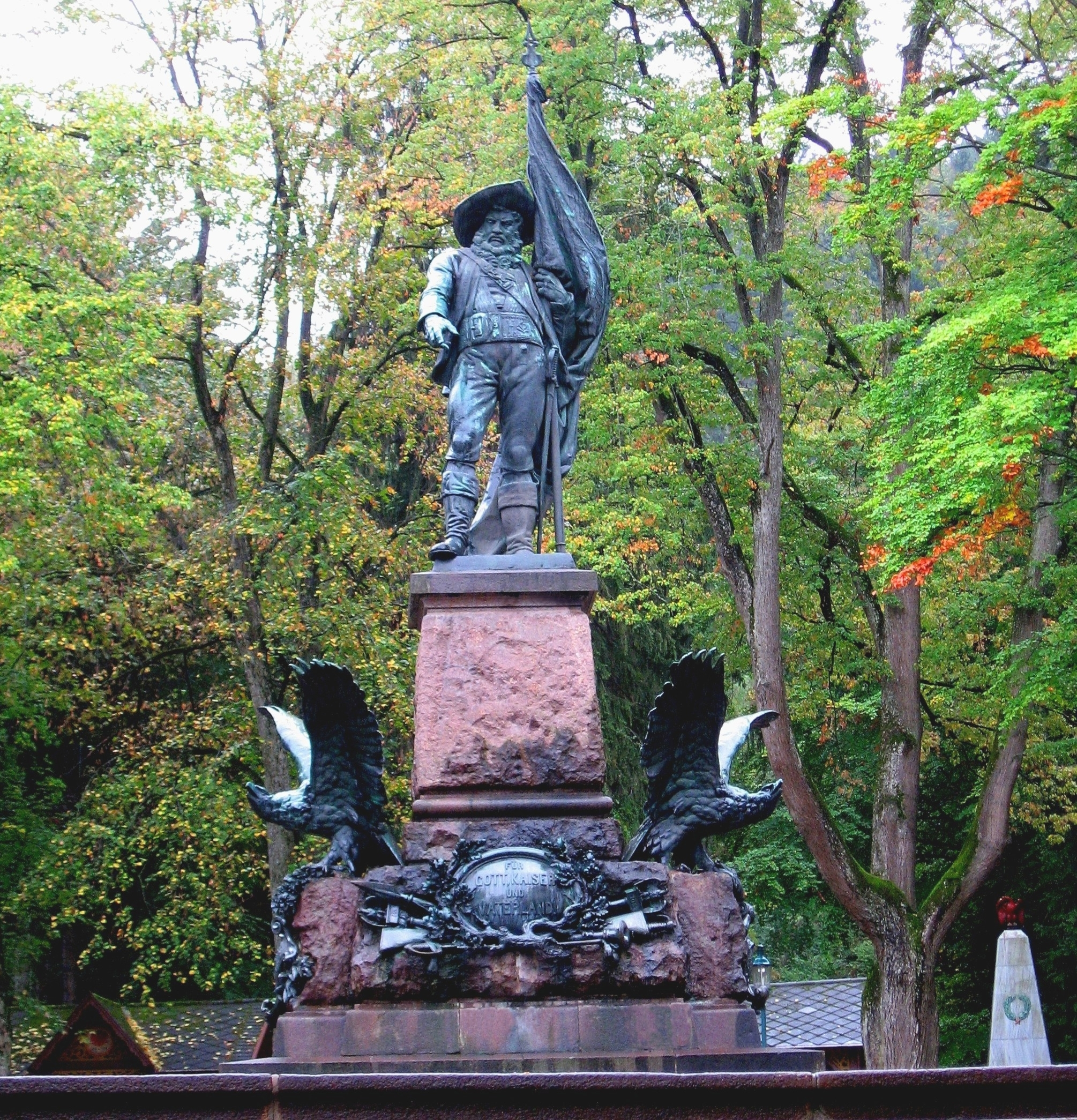
Das Andreas-Hofer-Denkmal

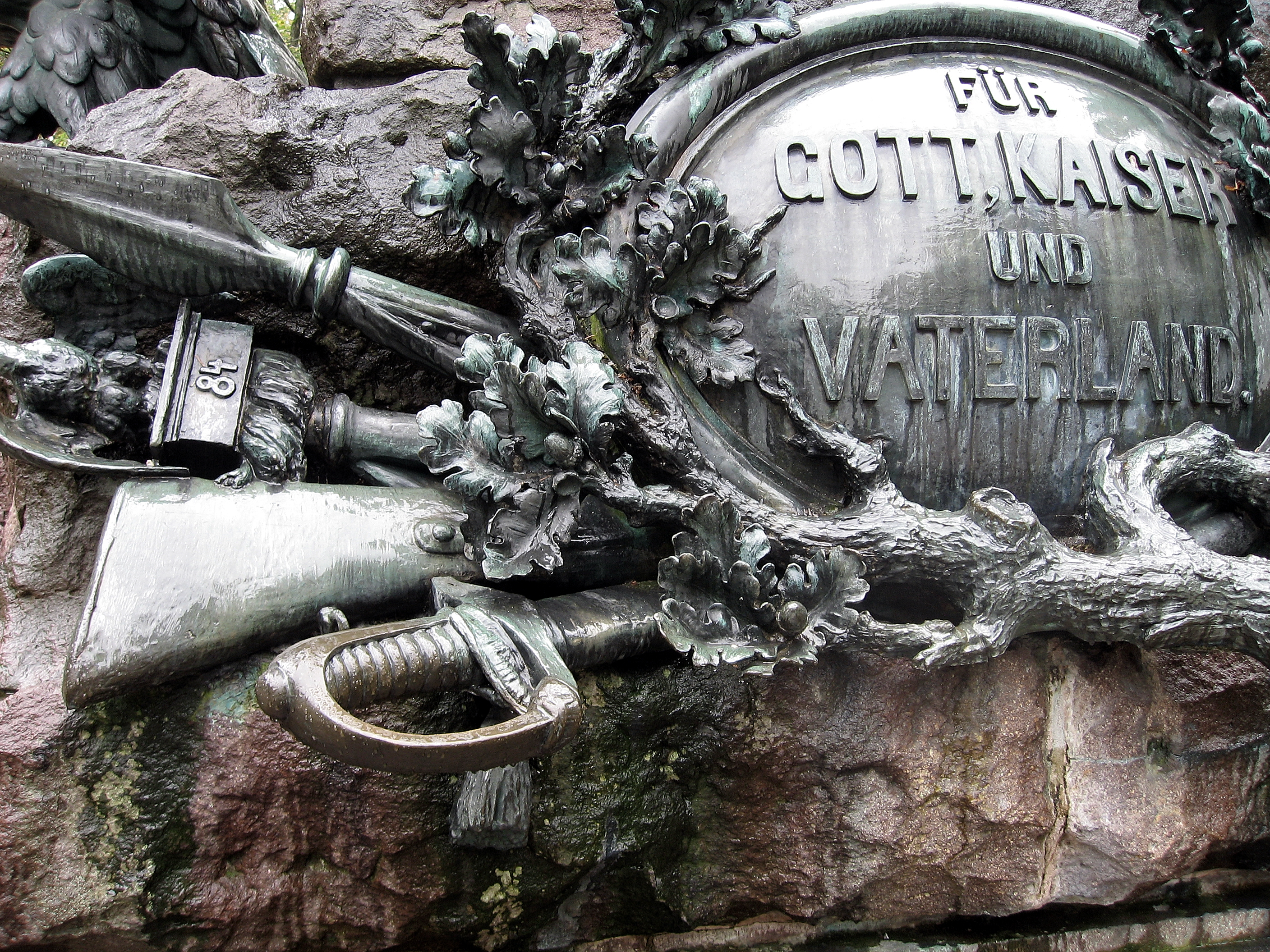
Andreas-Hofer-Denkmal: Detail

Ab 1817 wurde das Bergiselplateau von den Kaiserjägern für die militärische Ausbildung genutzt. 1838 wurde die Überlassung des Geländes am Bergisel zur Errichtung eines Schießplatzes zwischen Stift Wilten und den Tiroler Kaiserjägern schriftlich geregelt. Die Kaiserjäger bauten den Platz im Laufe der Jahre zum „Heldenberg“ und Ausflugsziel aus. Der „Heldenberg“ erinnert an die Geschichte der Kaiserjäger, Österreichs und Andreas Hofers. Im Oktober 1880 wurde das Kaiserjägermuseum eröffnet, 1893 das Andreas-Hofer-Denkmal eingeweiht. 1912 wurde die Kreuzkapelle erbaut, 1923 ein Ehrengrab für die ca. 20.000 Gefallenen der Kaiserjäger im Ersten Weltkrieg errichtet. 1930 wurde die Bergiselstiftung „Zum ewigen Gedenken an die vier Tiroler Kaiserjägerregimenter“ zur Traditionspflege und Erhaltung der Bergiselanlagen gegründet. Heute präsentiert sich der gesamte Bereich unterhalb der Sprungschanze als historische Gedenkstätte. Der 1920 von Kaiserjägeroffizieren gegründete Alt-Kaiserjägerclub, dessen Sitz sich im „Urichhaus“ (ehemaliges Sommeroffizierskasino der Kaiserjäger) befindet, unterstützt im Rahmen der Bergiselstiftung den Erhalt des Kaiserjägermuseums und der Bergiselanlagen.

### Tiroler Kaiserjägermuseum
Das als Bergiselmuseum bekannte Regimentsmuseum der Tiroler Kaiserjäger umfasst verschiedene Sammlungen. Die Andreas Hofer Galerie enthält Gemälde, Karten, Waffen und Erinnerungsstücke aus der Zeit der Freiheitskämpfe. Kaiserjägeroffiziere hatten 1823 die Gebeine des Tiroler Helden nach Innsbruck entführt und auch mit der Sammlung für das Museum begonnen. Im Untergeschoß des Museums befindet sich die Landesgedächtniskapelle, eine Kapelle, die aus Anlass der 150-Jahr-Feier der Freiheitskämpfe errichtet wurde. Hier befinden sich Gedenkbücher mit Namenslisten der Tiroler Gefallenen der Freiheitskriege und der Weltkriege (Mikroverfilmung im Tiroler Landesarchiv einsehbar). Das eigentliche Kaiserjägermuseum zeigt Bilder von Soldaten und Offizieren, Waffen, Fahnen, Uniformen, Karten und Auszeichnungen aus der Friedens- und Einsatzgeschichte zwischen 1816 und 1918. Seit dem Umbau 2010 wird das Kaiserjägermuseum gemeinsam mit dem neu errichteten Museum „Tirol Panorama“ betrieben, mit dem es auch unterirdisch verbunden ist.

### Das Tirol Panorama – Museum für das Riesenrundgemälde zur Schlacht am Bergisel
Das Innsbrucker Riesenrundgemälde wurde am 11. September 2010 von dem Gebäude an der Talstation der Hungerburgbahn (Rotunde) in ein neues Haus auf dem Bergisel verlegt. Das neue Museum Das Tirol Panorama, das nicht nur das monumentale Panoramagemälde, sondern auch eine unterirdische Dauerausstellungshalle „Schauplatz Tirol“ und einen Zugang in das Kaiserjägermuseum beinhaltet, wurde am 12. März 2011 eröffnet. Zu der Eröffnung kamen 6.500 Besucher.

## Skispringen
Seit 1952 ist Innsbruck ein Austragungsort der Vierschanzentournee. Nachdem vorher schon eine kleinere Schanze bestanden hatte, wurde zu den Olympischen Winterspielen 1964 die Bergiselschanze aus Beton erbaut, die auch zu den Spielen 1976 Verwendung fand. Nachdem diese Schanze auch nicht mehr den Anforderungen entsprach, wurde nach Plänen der Architektin Zaha Hadid eine neue Schanze erbaut und 2002 eröffnet.
Bis zu einem Unglück nach einer Massenpanik im Jahr 1999, welche zunächst fünf Todesopfer forderte und weitere fünf jugendliche Zuschauer zu Pflegefällen machte, von denen eine vier Jahre danach an den Folgen des Unglücks verstarb, war das Bergisel-Stadion auch Austragungsort des Snowboard-Spektakels Air & Style.
In der Klageschrift des anschließenden Verfahrens wurde angeführt, dass
„…. sowohl das Veranstaltungsamt als auch die Stadtgemeinde Innsbruck zumindest seit 1995 gewusst hätten, dass das Bergisel-Stadion als Betriebsanlage für Großveranstaltungen eine sehr problematische, teilweise auch ungeeignete Betriebsanlage ist“.
Der Richter stellte in seiner Urteilsbegründung knapp drei Jahre nach dem Unglück fest, dass das Land Tirol und die Stadt Innsbruck die Veranstaltung hätten absagen müssen. Wegen dieser Pflichtversäumnis wurden diese dazu verurteilt, für die entstandenen Schäden aufzukommen.
Am 2. Februar 2008 kehrte die Snowboardveranstaltung mit einer Limitierung für 12.000 Zuseher auf den Bergisel zurück. Das Stadion war ausverkauft und es ereigneten sich keine Zwischenfälle.

### Umbau des Areals
Aufgrund der massiven Veränderungen im Skispringen, vor allem durch den von Jan Boklöv eingeführten V-Stil und durch besseres Material, wurden erheblich höhere Weiten erzielt. Die alte, von Horst Passer entworfene Schanze genügte nicht mehr den internationalen Sicherheitsansprüchen. Um weiterhin Skispringen ausrichten zu können, wurde 2000 Zaha Hadid mit dem Neubau beauftragt. Sie stand vor einem architektonischen Problem, da viele Schanzen der Welt einen ähnlichen Aufbau haben: Sie bestehen in der Regel aus einem Turm, einer Anlaufspur und dem Schanzentisch (die Verbindung zwischen Hang und Schanze). Die meisten Schanzen sind deshalb sehr einfach gehalten. Ursprünglich plante Hadid für den Bergisel einen architektonischen und einen Skisprungteil (wie zum Beispiel in Kuopio, Finnland).
Im Laufe der Bauarbeiten stellte sie aber fest, dass man die beiden Teile architektonisch miteinander verbinden könne.
Darin liegt die wahre Faszination dieses Gebäudes. Hadid verband ein Sportstadion mit einem Café samt Aussichtsplattform zu einem architektonischen Gesamtkunstwerk. Die Schanze wirkt „wie aus einem Guss“, die einzelnen Elemente gehen fließend ineinander über. Genauso fließend wirkt der Übergang vom unterirdischen Bereich zur Turmspitze.
Der futuristische Sprungturm fügt sich gut in die Landschaft ein und bietet Ausblick auf Innsbruck und das Mittelgebirge.
Nachts wird durch die wechselfarbige Beleuchtung des Anlaufs und des Cafés ein interessantes visuelles Erlebnis erzielt.
Die Schanze erhielt von verschiedenen Architekten Spitznamen, da sie an einen Golfschläger oder einen Stöckelschuh erinnert. Phantasievolle sprechen von einer Kobra.

## Erreichbarkeit
Der Bergisel ist mit der Stubaitalbahn, Station Sonnenburgerhof/Tirol Panorama, mit den Straßenbahnlinien 1 und 6, Station Bergisel, sowie mit der Buslinie 589, Station Tirol Panorama erreichbar.

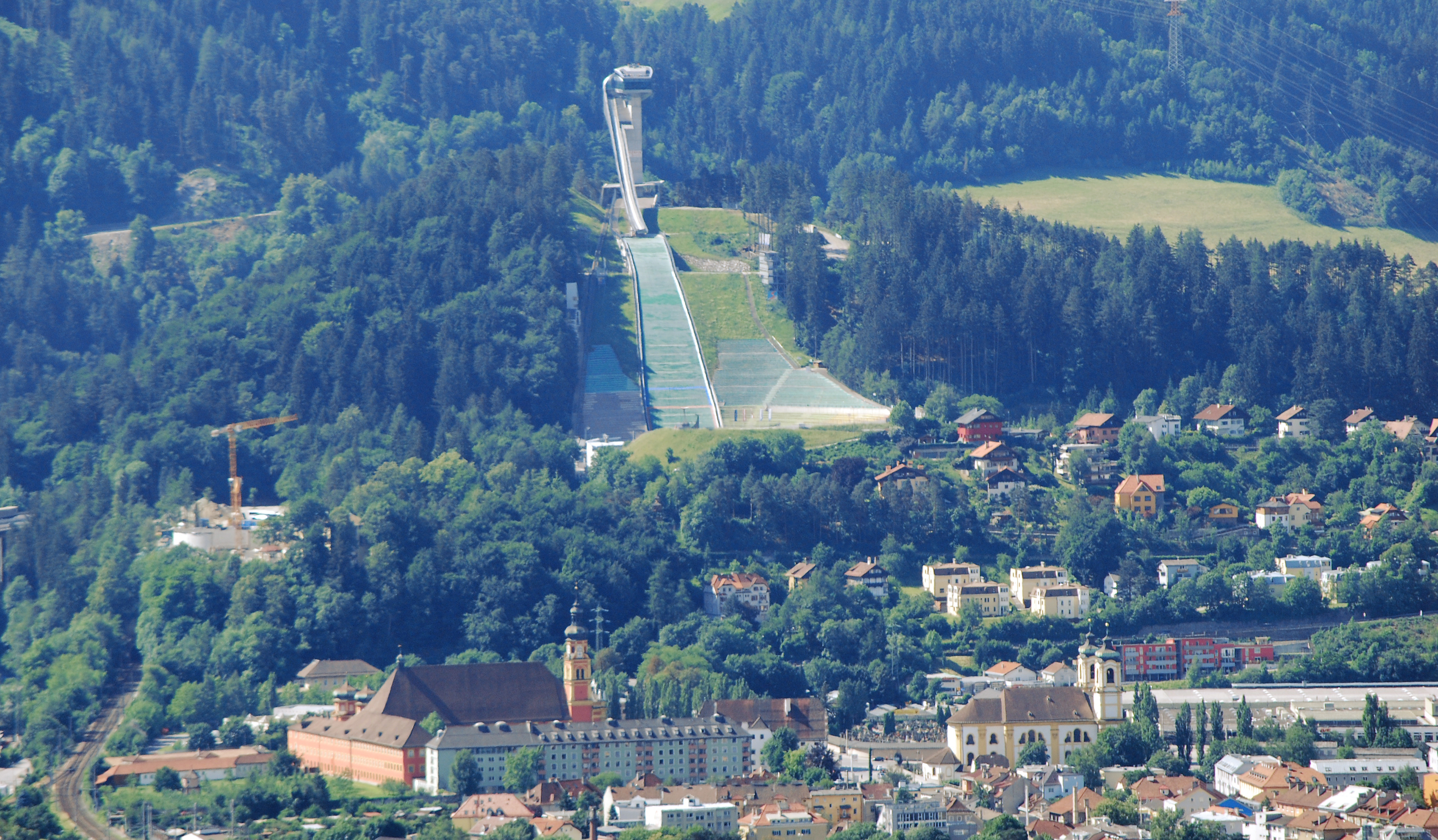
Bergisel von Norden, davor Stift Wilten
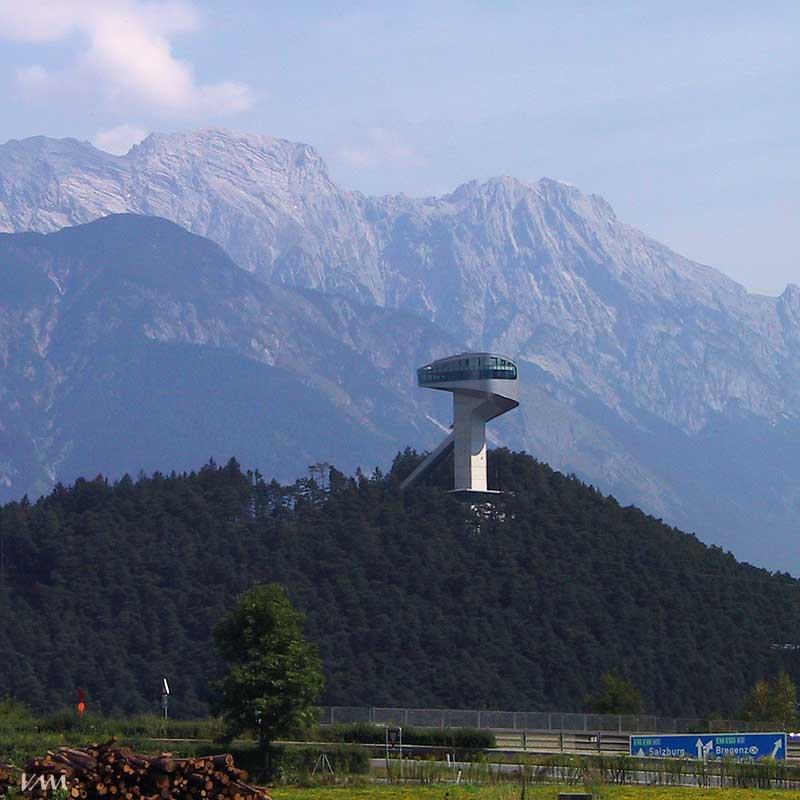
Blick auf den Bergisel von der Brennerstraße
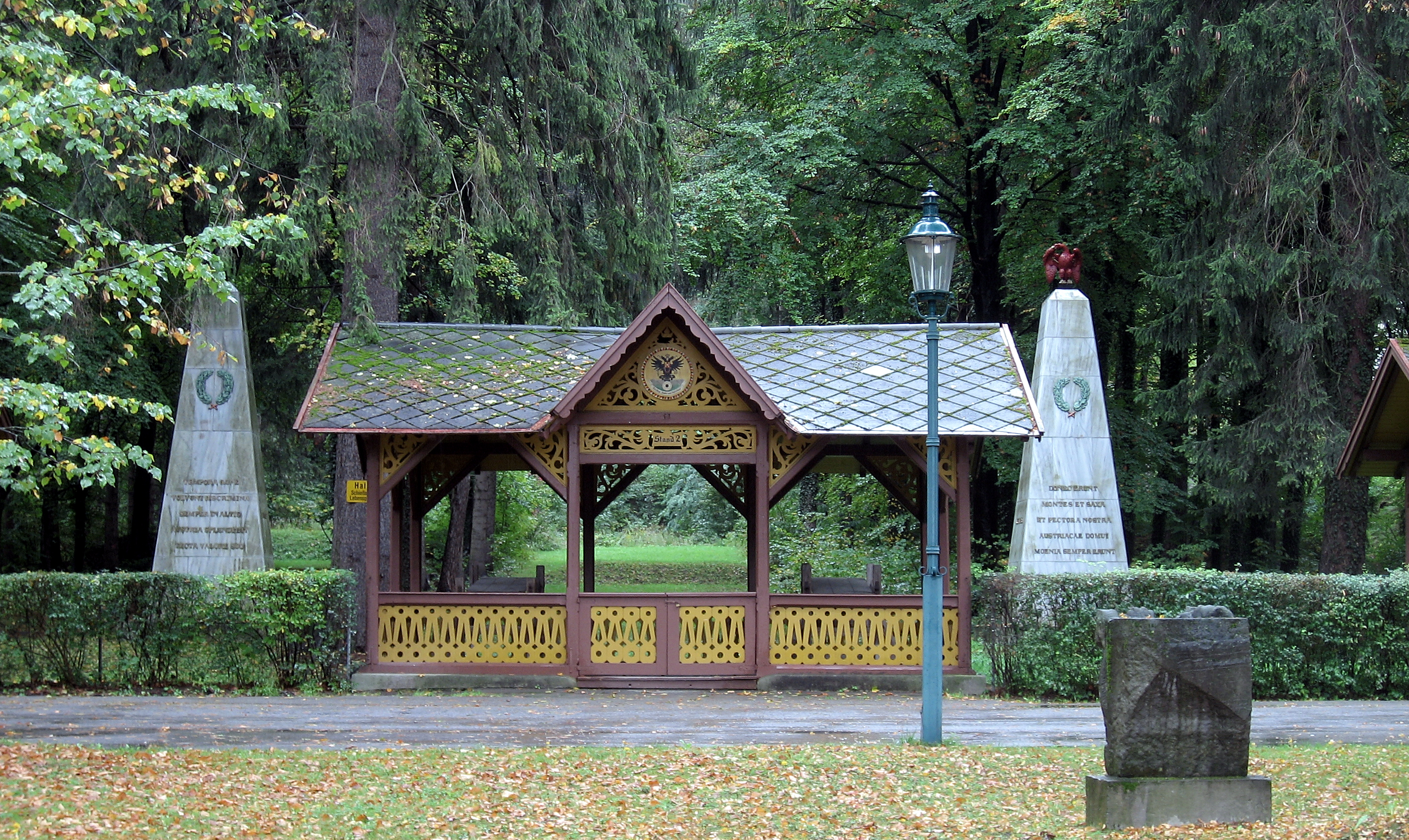
Schießstand der Kaiserjäger am Bergisel
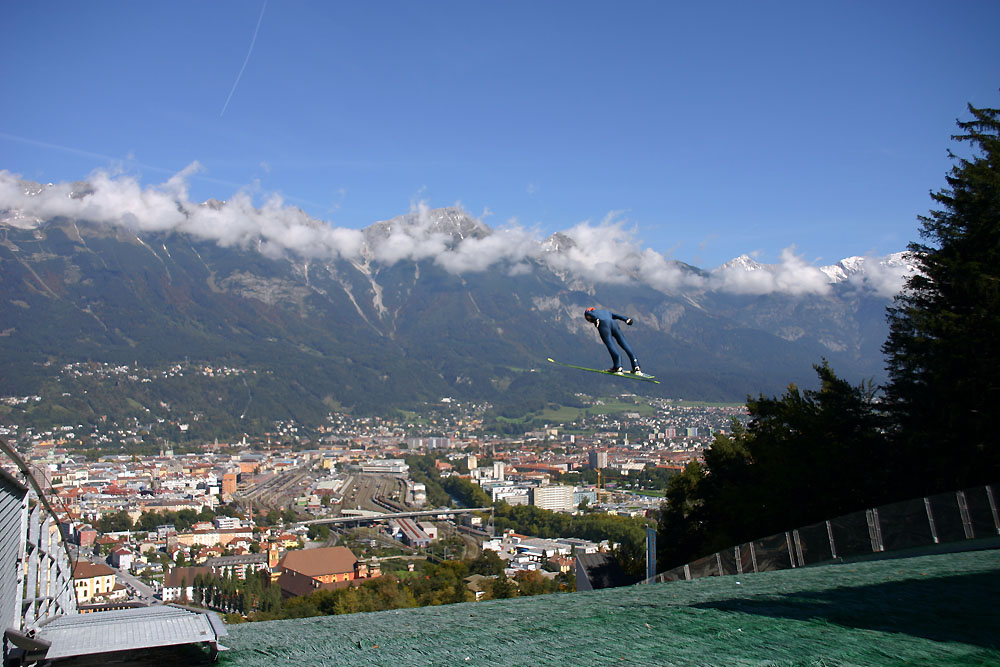
Skispringer über Innsbruck
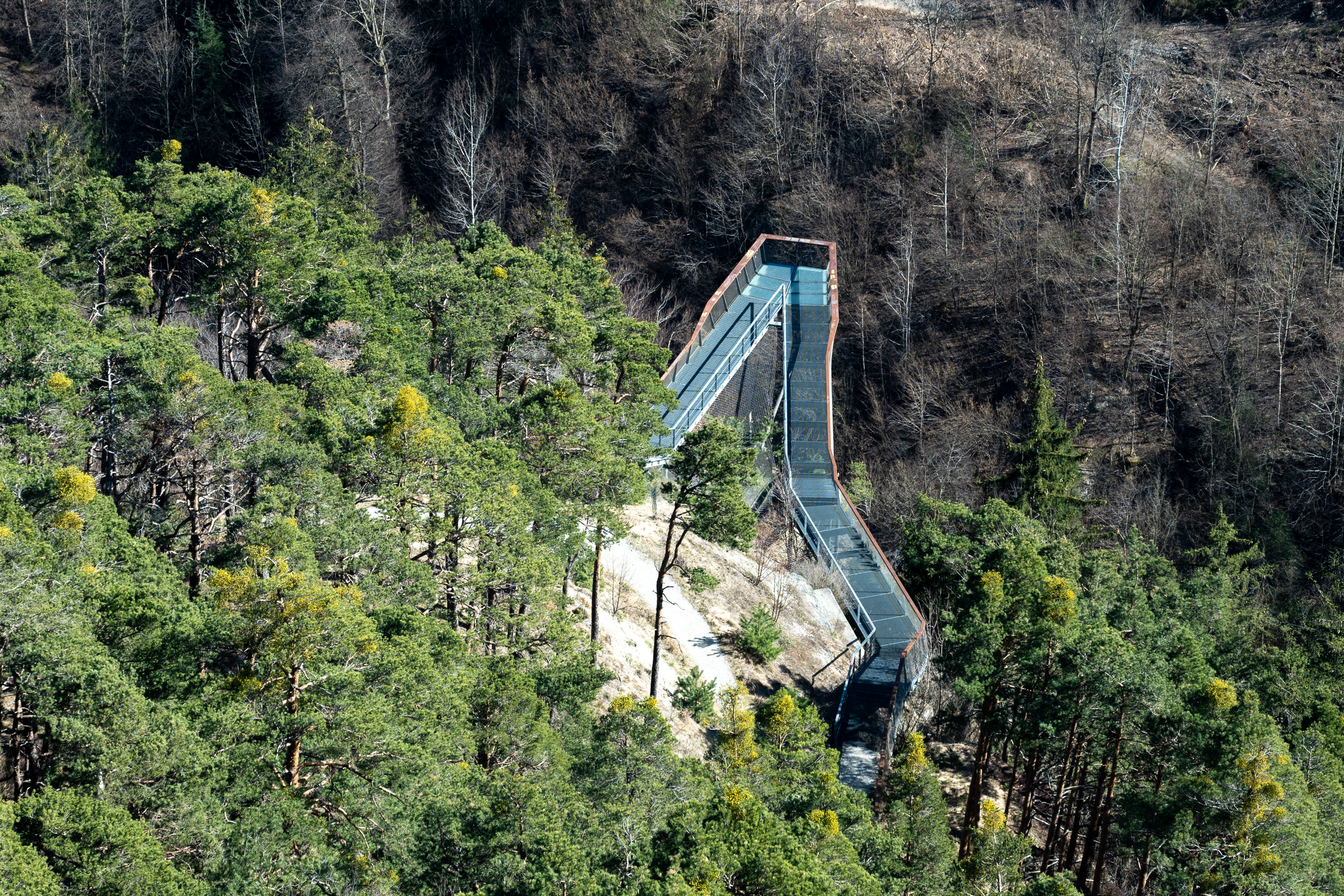
Aussichtsplattform Drachenfelsen